# Ринкон-де-ла-Вьеха
Ринко́н-де-ла-Вье́ха (исп. Rincón de la Vieja) — действующий стратовулкан в Северной Америке. Расположен на северо-западе Коста-Рики в хребте Кордильера-де-Гуанакасте, примерно в 25 км от Либерии, в провинции Гуанакасте. Высота над уровнем моря — 1916 м.
Вулкан имеет несколько кратеров, а на его склонах есть много фумарол и термальных источников. Первое наблюдавшееся людьми извержение произошло в 1765 году, а последнее — в 2012.